# Ivor Armstrong Richards
Ivor Armstrong Richards (Sandbach, Cheshire, 26 de febrero de 1893 - Cambridge, 7 de septiembre de 1979) fue un crítico literario y retórico inglés. Sus obras, particularmente The Meaning of Meaning, Principles of Literary Criticism, Practical Criticism y The Philosophy of Rhetoric, están entre los documentos fundadores de la Nueva Crítica. La mayoría de los miembros de dicho movimiento eran alumnos de Richards. 

## Obras
- The Meaning of Meaning: A Study of the Influence of Language upon Thought and of the Science of Symbolism, escrito con Charles Kay Ogden (1923).
- Mencius on the Mind: Experiments in Multiple Definition (1932).
- Basic Rules of Reason (1933).
- The Philosophy of Rhetoric (1936).
- Interpretation in Teaching (1938).
- Basic in Teaching: East and West (1935).
- How To Read a Page: A Course in Effective Reading, With an Introduction to a Hundred Great Words (1942).
- The Wrath of Achilles: The Iliad of Homer, Shortened and in a New Translation (1950).
- 'So Much Nearer: Essays toward a World English (1960).
- Complementarities: Uncollected Essays (1976).

- Datos: Q718585